# 利斯基 (基利亞區)
45°28′6″N 29°28′41″E / 45.46833°N 29.47806°E
利斯基（烏克蘭語：Ліски）是位於烏克蘭西南部的村莊，由敖德萨州伊茲梅爾區的基利亞市鎮負責管轄。該村始建於1895年，面積2.71平方公里，2001年人口1,931，人口密度每平方公里712.55人。